# Nichaphat Chatchaipholrat

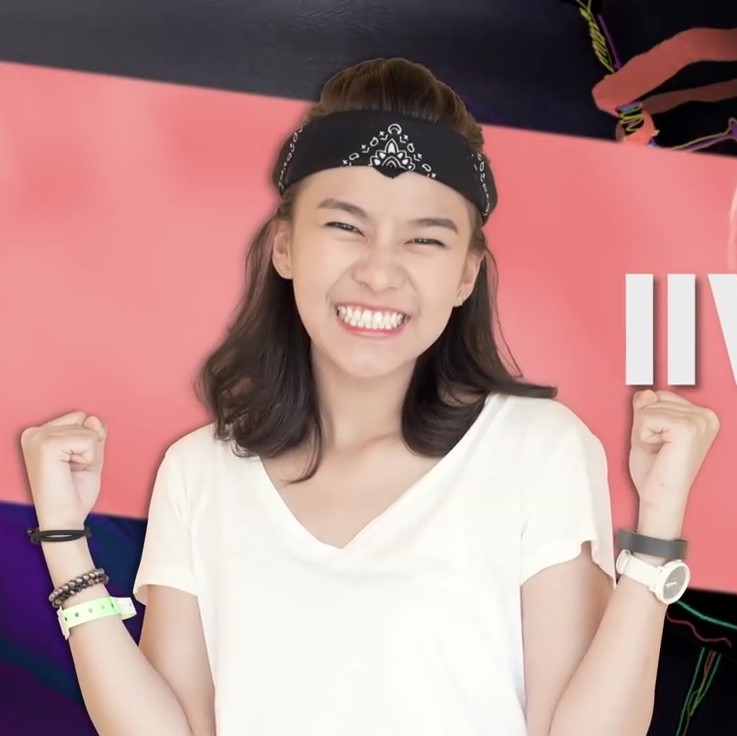
Nichaphat Chatchaipholrat (2017)

Nichaphat Chatchaipholrat (thailändisch ณิชาภัทร ฉัตรชัยพลรัตน์, RTGS: Nichaphat Chatchaiphonrat; geboren am 17. September 1995 in Khon Kaen), Spitzname Pearwah (thailändisch: แพรวา; RTGS: Phrae Wa), ist eine thailändische Schauspielerin und Sängerin.

## Biografie
Ihr Debüt gab Chatchaipholrat 2014 in der Fernsehserie Hormones. Im selben Jahr spiepte sie in ThirTEEN Terrors die Hauptrolle. Bekanntheit erlangte Chatchaipholrat in Friend Zone und Friend Zone 2: Dangerous Area bekannt ist. 2016 bekam sie in der Serie Lovey Dovey die Hauptrolle. Das von ihr und Paris Intarakomalyasut für die Serie Rak Tid Siren interpretierte gleichnamige Lied war 2019 eines der beiden populärsten Lieder in Thailand. Das Musikvideo wurde in dem Jahr über 100 Millionen Mal auf YouTube aufgerufen.

## Filmografie (Auswahl)
- 2014–2015: Hormones (Fernsehserie)
- 2014: ThirTEEN Terrors (Fernsehserie)
- 2016: Lovey Dovey (Fernsehserie)
- 2019: The Stranded
- 2019: Bangkok Buddies (Fernsehserie)
- 2020–2021: Friend Zone 2: Dangerous Area (Fernsehserie)